# Альферац
Альфера́ц (также Альферат, Альфер, Сирра, Сиррах или Сира), Альфа Андромеды (лат. α Andromedae), 21 Андромеды (лат. 21 Andromedae), HD 358 — кратная звезда в созвездии Андромеды на расстоянии приблизительно 97 световых лет (около 29,7 парсеков) от Солнца. Видимая звёздная величина первого и второго компонентов — от +2,1m до +2,06m. Возраст звезды определён как около 60 млн лет.
Названия «Альферац» и «Сирра» произошли от араб. سرةالفرس‎, şirrat al-faras, что в переводе означает «пуп коня». Со времён античности, в период средневековья, до XVII века и даже позже эта звезда считалась принадлежащей одновременно двум созвездиям — Андромеде и Пегасу. Так, у Птолемея она описана как принадлежащая созвездию Конь (Пегас) «Звезда на пупке, общая со звездой на голове Андромеды». Некоторое время Альферац называли также дельтой Пегаса (δ Peg). Окончательное решение о принадлежности этой звезды к созвездию Андромеда было вынесено МАС в 1928 году. В настоящее время созвездие Пегас не имеет звезды δ.

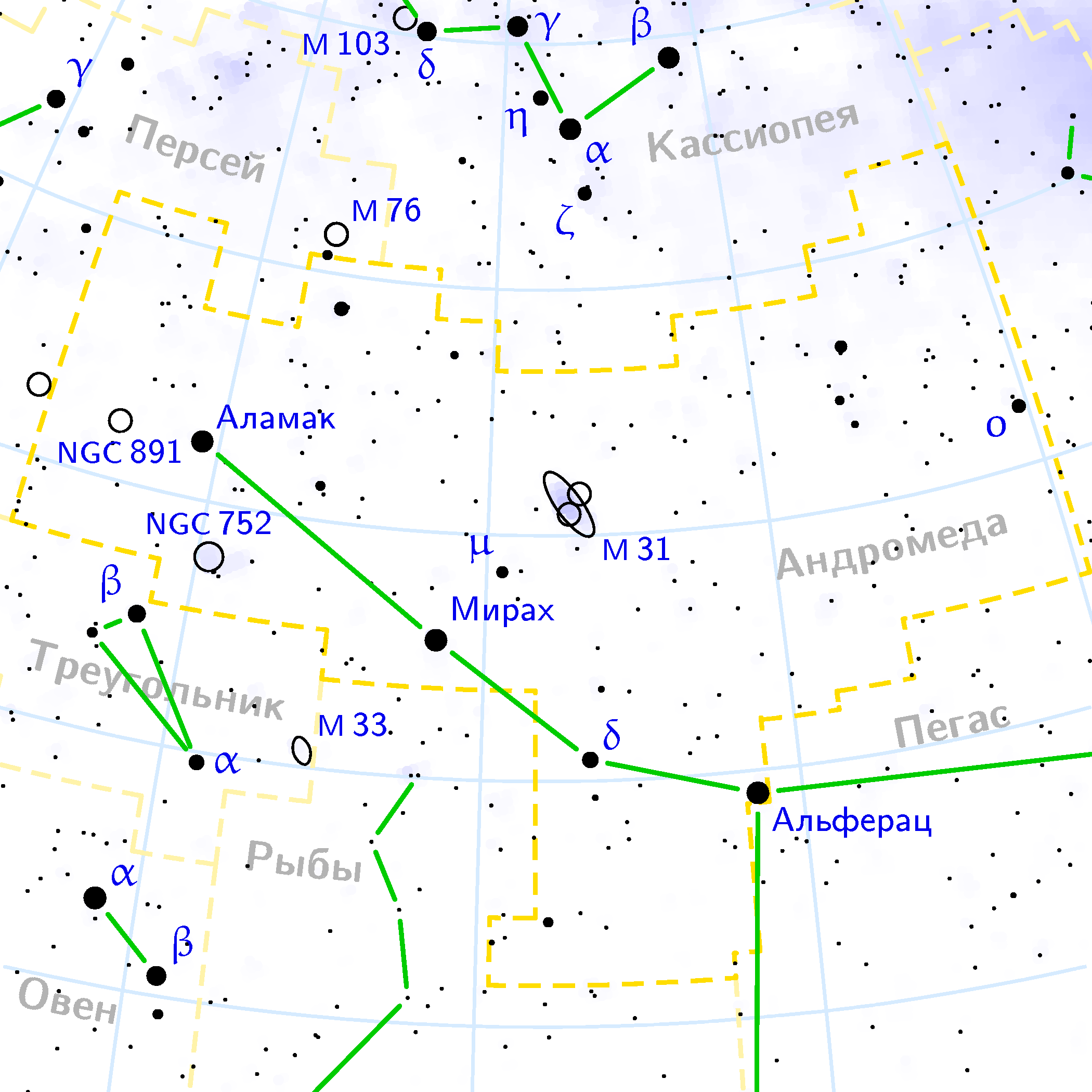
Созвездие Андромеды

## Характеристики
Первый компонент (WDS J00084+2905Aa) — бело-голубая вращающаяся переменная звезда типа Альфы² Гончих Псов (ACV:) спектрального класса B8IVpHgMn, или B9p, или A0p. Масса — около 3,8 солнечных, радиус — около 2,7 солнечных, светимость — около 240 солнечных. Эффективная температура — около 13800 K.
Второй компонент (WDS J00084+2905Ab) — белая звезда спектрального класса A3V. Масса — около 1,85 солнечной, радиус — около 1,65 солнечных, светимость — около 13 солнечных. Эффективная температура — около 8500 K. Орбитальный период — около 96,708 суток.
Третий компонент (TYC 1735-3181-1) — жёлтая звезда спектрального класса G5. Видимая звёздная величина звезды — +11,108m. Радиус — около 2,74 солнечных, светимость — около 7,497 солнечных. Эффективная температура — около 5766 K. Удалён на 81,5 угловую секунду.
Четвёртый компонент (WDS J00084+2905C). Видимая звёздная величина звезды — +19,6m. Удалён на 6,7 угловых секунд.

## Физические характеристики
Альферац является ярчайшим представителем необычного класса «ртутно-марганцевых звёзд». В атмосферах подобных звёзд наблюдается значительный избыток ртути, галлия, марганца и европия, а доля остальных элементов исключительно мала. Считается, что причиной аномалии является различное воздействие гравитации звезды и давления излучения на разные химические элементы. Блеск звезды меняется с периодом 23,19 часа.